# Fekete Lajos (erdőmérnök)
Nagyajtai Fekete Lajos (Torda, 1837. június 18. – Selmecbánya, 1916. június 29.) erdőmérnök, botanikus, a Magyar Tudományos Akadémia levelező tagja. Botanikai szakmunkákban nevének rövidítése: „Fekete”. A 19. századi magyarországi erdőgazdálkodás egyik legnagyobb elméleti szakembere volt. Fekete Zoltán (1877–1962) erdőmérnök apja, Fekete Zoltán (1911–1988) pedológus nagyapja.

## Élete
Középiskolai tanulmányait szülővárosában és a kolozsvári unitárius gimnáziumban folytatta. Felsőfokú erdészeti és ásványtani tanulmányait 1856–1859 között a selmecbányai bányászati és erdészeti akadémián végezte el. 1859-ben a kolozsvári bánya- és erdőigazgatósági kerülethez osztották be gyakornoknak, s 1862-ben itt tette le az erdészeti államvizsgát. Wagner Károly hívására 1867-től a selmecbányai akadémia segédtanára, 1878-ban rendes tanára lett. 1872-ben a pénzügyminisztérium megbízásából két hónapos tanulmányutat tett ausztriai és németországi erdészeti tanintézetekben, illetve erdőgazdaságokban. 1873-ban kinevezték az erdőtenyésztés-tani tanszék vezetőjévé, ahol erdőtenyésztéstant, erdővédelmet, általános és erdészeti növénytant, erdészeti talaj- és éghajlattant, erdészeti jogot oktatott. 1891-től az erdőrendezési tanszék irányítását vette át, s hallgatóinak erdőrendezési és erdészeti statisztikai előadásokat tartott. Az 1892/1893-as tanévben az akadémia aligazgatói tisztét töltötte be. 1906-ban nyugalomba vonult.

## Munkássága
Fekete Lajos kutatási és oktatási tevékenysége az erdőgazdálkodás szinte valamennyi ágát felölelte, életművének fő vonulata mégis az erdészeti dendrológia (faismerettan) volt. 1881-ben a földművelésügyi minisztérium a királyi erdőtanácsos címet adományozta Feketének és a hazai fanemek tanulmányozásával bízta meg. Ezen munkája során 1881–1889 között bejárta a magyarországi erdőségeket, s a fafajok elterjedésével kapcsolatos megfigyeléseit az Erdészeti Lapokban tette közzé. Az Erdészeti Kutatási Intézmények Nemzetközi Szervezete (International Union of Forest Research Organizations, IUFRO) 1893-ban Bécsben tartott első ülésén elrendelte az erdészetileg jelentős fanemek területi elterjedésénenek és az egyes állományok becsült kor (famagasság) szerinti összeírását. Az adatgyűjtést és a beérkező adatok feldolgozását Magyarországon Fekete Lajos koordinálta, illetve nagyrészt ő végezte el. Aktív pályafutása négy évtizede alatt több szakkönyvet írt, számos szakcikket és népszerűsítő írást közölt az Erdészeti Lapok, az Erdészeti Kísérletek, az Erdélyi Gazda, a Gazdasági Lapok és a Selmecbányai Híradó folyóiratok lapjain.
Gyakorlati jelentőségű munkái közé tartoznak az általa szerkesztett, az erdészek munkáját megkönnyítő szerszámok, mint például az apró szemű magvak egyenletes vetését biztosító tolókás magvető (1888), a hernyókat a fák koronájától távol tartó enyvet a fatörzsre feldolgozó hernyóenyvező (1891), a fa átmérőjének méréséhez használható átlaló nevű eszköz fogantyús változata (1890-es évek), valamint a famagasságmérő műszer (ez utóbbit Cséti Ottóval közösen dolgozta ki). További elévülhetetlen érdeme, hogy aktívan részt vett az 1877-ben meginduló országos erdőőri szakképzés megszervezésében.
Tudományos eredményei elismeréseként 1910-ben a Magyar Tudományos Akadémia levelező tagjává választották, akadémiai székfoglalója korszerű növényföldrajzi-növényökológiai szemléletről tanúskodik (Az északi szélesség hatása a fafajok természetes elterjedésének magassági határaira Magyarországon). Alapító és választmányi tagja volt az Országos Erdészeti Egyesületnek, 1876 után pedig a Magyar Természettudományi Társulatnak is.

## Főbb művei
- A közerdész: Gyakorlati útmutatás az erdészeti műszaki segédszemélyzet számára, egyszersmind az erdészet rövid vázlata kisebb birtokosok és gazdasági tanintézetek használatára, Budapest, 1873 (Illés Nándorral)
- Erdőértékszámítástan: Erdőbirtokosok, erdőtisztek és általában az erdőüzlettel foglalkozók számára, Selmecbánya, 1874
- A Mezőség kopárainak befásítása, Kolozsvár, 1876
- Az erdővédelem körvonalai, Selmecbánya, 1877
- Erdészeti rovartan I–II., Selmecbánya, 1878
- Az emberi trágya a mezőgazdaságban, Kolozsvár, 1881 (Nickel Zsigmonddal.)
- Erdészeti talajtan, Selmecbánya, 1882
- Az erdőbecsléstan kézikönyve, Selmecbánya, 1882 (Sóltz Gyulával.)
- A tölgy és tenyésztése, Budapest, 1888
- A Magyarországon előforduló főbb fanemek csemetéinek termesztése és ültetése, Budapest, 1889
- Erdészeti növénytan I–II., Budapest, 1891–1896 (Mágócsy-Dietz Sándorral és Rejtő Adolffal)
- Az erdei vetésről és ültetésről, Budapest, 1893
- Erdészeti nyereségszámítástan, Budapest, 1900
- Erdőrendezéstan, Budapest, 1903
- Az erdészeti jelentőségű fák és cserjék elterjedése a magyar állam területén I–II., Budapest, 1913 (Blattny Tiborral.)